# Virgílio Lopes
Pour les articles homonymes, voir Virgilio et Lopes.
Virgílio Manuel Bagulho Lopes plus communément appelé Virgílio Lopes ou simplement Virgílio, est un footballeur portugais né le 27 octobre 1957 à Loures. Il évoluait aux postes de défenseur ou de milieu défensif.

## Biographie

### En club
Après un passage dans le centre de formation du GS Loures, il part à Lisbonne dans le club du Sporting Portugal,,.
Il commence sa carrière professionnelle lors de la saison 1976-1977 durant laquelle il découvre la première division portugaise avec le club lisboète. Son club remporte la Coupe du Portugal mais il ne joue aucun match durant la campagne du club dans cette compétition,,.
De 1978 à 1981, en manque de temps de jeu, il est prêté au  FC Famalicão,,.
De retour en 1981 au Sporting, il s'impose rapidement comme un titulaire de l'équipe. Avec ce club, il réalise le doublé Champion du Portugal et coupe nationale lors de la saison 1982,,.
Il est transféré en 1988 au Sporting Braga qu'il représente pendant deux saisons avant de prendre sa retraite en 1990,,.
Il dispute 169 matchs pour 10 buts marqués en première division portugaise,.  En compétitions européennes, il dispute 4 matchs en Coupe des clubs champions, 2 matchs en Coupe des vainqueurs de coupe et 17 matchs en Coupe UEFA.

### En équipe nationale
International portugais, il reçoit trois sélections en équipe du Portugal entre 1983 et 1985.
Il dispute son premier match le 16 février 1983 contre la France en amical (défaite 0-3 à Guimarães).
Ses deux derniers matchs ont lieu dans le cadre des qualifications pour la Coupe du monde 1986. Le 14 octobre 1984, il joue contre la Tchécoslovaquie (victoire 2-1 à Porto). Le 10 février 1985, il dispute une rencontre contre Malte (défaite 1-3 à Ħ'Attard).

## Palmarès
Avec le Sporting Portugal :
- Champion du Portugal en 1982
- Vainqueur de la Coupe du Portugal en 1982
- Vainqueur de la Supercoupe du Portugal en 1982 et 1987